# 玉川村 (茨城県那珂郡)
玉川村（たまがわむら）は茨城県那珂郡にかつて存在した村である。 

## 地理
- 旧大宮町の北部、現在の常陸大宮市の中部に位置する。
- 村域には久慈川の支流が流れている。
- 村域は山がちな地形になっている。

## 歴史
村名は常陸国風土記の中に見える玉川に由来する。

### 村域の変遷
- 1889年（明治22年）4月1日 - 町村制施行に伴い、八田村・東野村・若林村が合併し那珂郡玉川村が発足。
- 1955年（昭和30年）3月31日 - 大宮町・上野村・大賀村・大場村・世喜村の一部（富岡・塩原・辰ノ口・小倉）・静村の一部（上村田・下村田・石沢）と合併し大宮町が発足。同日玉川村廃止。
- 2004年（平成16年）10月16日 - 大宮町が山方町・美和村・緒川村・東茨城郡御前山村を編入。同日に改称・市制施行し常陸大宮市になる。

変遷表
| 1868年 以前 | 1868年 以前 | 明治22年 4月1日 | 昭和30年 3月31日 | 平成16年 10月16日     | 現在       |
| ----------- | ----------- | --------------- | ---------------- | --------------------- | ---------- |
|             | 八田村      | 玉川村          | 大宮町           | 常陸大宮市 に市制改称 | 常陸大宮市 |
|             | 東野村      | 玉川村          | 大宮町           | 常陸大宮市 に市制改称 | 常陸大宮市 |
|             | 若林村      | 玉川村          | 大宮町           | 常陸大宮市 に市制改称 | 常陸大宮市 |

## 人口・世帯

### 人口
総数 [単位： 人]
| 1891年（明治24年） | 1,974 |
| 1920年（大正 9年） | 2,311 |
| 1935年（昭和10年） | 2,704 |
| 1950年（昭和25年） | 3,542 |

### 世帯
総数 [単位： 世帯]
| 1920年（大正 9年） | 506 |
| 1935年（昭和10年） | 529 |
| 1950年（昭和25年） | 667 |

## 交通

### 鉄道
- 日本国有鉄道（ → 東日本旅客鉄道）
  - ■水郡線
    - 玉川村駅